# Recep İvedik 6
Recep İvedik 6 ist ein türkischer Spielfilm des Regisseurs Togan Gökbakar aus dem Jahr 2019. Die Produktion stellt den sechsten Teil der Recep-İvedik-Reihe dar. Der erste Teil erschien 2008, der zweite Teil wurde 2009 veröffentlicht, der dritte 2010. Der vierte Teil erschien Anfang 2014, 2017 folgte Recep İvedik 5.

## Handlung
Im Reisebüro vermischt der Mitarbeiter Receps Reisepläne, unbeabsichtigt landet Recep İvedik in Afrika. Statt dass er in Konya ein Festival besucht, ist Recep jetzt in Kenya. Er muss in Kenya Urlaub machen und das bereitet Recep viel Probleme, sowohl sprachlich als auch die Kultur ist ihm fremd.

## Produktion
Die Dreharbeiten für den Film begannen am 3. September 2018. Es wurde angekündigt, dass ein Teil der Dreharbeiten im Longoz-Wald im Stadtteil Karacabey von Bursa stattfinden würde.